# インドカケス
インドカケス（印度橿鳥、学名：Garrulus lanceolatus）は、スズメ目カラス科に分類される鳥類。

## 分布
インド亜大陸